# Bambi-Verleihung 1972
Die 23. Bambi-Verleihung fand am 25. März 1972 im Schloss Mirabell in Salzburg statt. Die Preise beziehen sich auf das Jahr 1971.

## Die Verleihung
Nach 1971 fand die Bambi-Verleihung auch 1972 nicht in Deutschland statt, sondern in Salzburg. Allerdings war die Zugfahrt mit dem Bambi-Express von München nach Salzburg ein wesentlicher Teil der Veranstaltung; bei Zwischenstopps in Rosenheim, Prien und Traunstein wurden die Teilnehmer von tausenden Fans empfangen.

## Preisträger
Aufbauend auf der Bambidatenbank.

### Beliebteste deutsche Schauspielerin
Inge Meysel

### Beliebtester deutscher Schauspieler
Heinz Rühmann

### Beliebtester Showstar männlich
Peter Alexander

### Beliebtester Showstar weiblich
Mireille Mathieu

### Beliebtester Sportmoderator
Harry Valérien

### Beste Fernsehreihe
Hoimar von Ditfurth für Querschnitt

### Beste Fernsehserie
Reinhard Glemnitz, Erik Ode, Herbert Reinecker, Helmut Ringelmann, Günther Schramm und Fritz Wepper für Der Kommissar

### Beste Unterhaltungssendung
Peter Hajek für Wünsch Dir was

### Beste Verkehrssendung
Der 7. Sinn